# Ingo della Volta
Ingo (o Ingone) della Volta (fine XI secolo o inizio XII secolo – dopo il 1174) è stato un politico italiano, figura autorevole nelle vicende politiche di Genova nel XII secolo, a capo di una delle fazioni che dominarono il comune consolare di Genova e che contribuì in maniera determinante all'espansione genovese nel Mediterraneo.

## Biografia
È considerato il capostipite della potente famiglia genovese di origine viscontile dei Della Volta. Proprietario per diritto feudale di terre a Genova e nella val Bisagno fu il capo riconosciuto di un consorzio di famiglie imparentate fra loro e finanziò imprese commerciali in Oriente. Nella prima metà del XII secolo i Della Volta furono una delle cinque famiglie che da sole controllavano l'80% dei commerci tra Genova e la Siria.
Per la sua autorevolezza fu più volte chiamato a ricoprire l'incarico di console de' placiti, magistrati preposti all'amministrazione della giustizia. Fu in carica nel 1134, 1139 e 1147 e in tale veste fu promotore di importanti innovazioni giuridiche, quali ad esempio la legge che vietava la stipula di contratti di vendita e di pegno tra coniugi o parenti stretti.
Sul piano più propriamente politico, nel 1146 fu uno dei cittadini che per conto del comune si accordarono con il conte di Barcellona Raimondo Berengario IV per attuare una spedizione contro i Saraceni di Almería e Tortosa, città in cui gli arabi esercitavano una notevole attività commerciale in concorrenza con le ambizioni genovesi, e fu probabilmente tra quelli che l'anno dopo finanziarono tale spedizione, a cui prese personalmente parte. Le due città vennero espugnate e i genovesi, come previsto dagli accordi, ottennero un terzo dei territori sottratti ai saraceni. In seguito, il 4 ottobre 1154, quando i genovesi cedettero Tortosa a Raimondo Berengario IV, il conte investì Bonifacio della Volta, figlio di Ingo, del feudo di Flix (in italiano Flessia, ragione per cui i Cattaneo di Napoli portano ancora il titolo di signori di Flessia).
Vari documenti citano suoi interventi in controversie tra privati o atti pubblici, come nel 1144, quando fece da mediatore tra Ugo e Guglielmo Embriaco, nel 1155, quando sottoscrisse l'accordo con cui Genova si impegnava ad intervenire in aiuto del signore di Mongiardino, ed ancora nel 1157 fu tra i trecento notabili genovesi che giurarono il trattato di amicizia con il Re di Sicilia Guglielmo I.
Accanto agli impegni pubblici non trascurò i suoi notevoli interessi privati. Già nel 1141 era stato tra i partecipanti ad un consorzio di cittadini che ottennero dal comune l'esercizio della zecca (il diritto di battere moneta era stato concesso ai genovesi solo due anni prima dal Rex Romanorum Corrado III di Svevia).
Nel 1152 si aggiudicò insieme ad altri il ricco monopolio del sale. Grazie ai profitti ricavati da queste operazioni finanziarie e sfruttando il momento di supremazia mercantile e militare da parte di Genova nel Mediterraneo, Ingo, spesso in società con le famiglie Burone, Usodimare e Vento, investì nel commercio, sviluppando imponenti traffici nel Mediterraneo orientale, in particolare con la Siria, conseguendo enormi guadagni.
Secondo la storica Gabriella Airaldi questo grande consorzio familiare, che annoverava tra le sue file consoli, vescovi, guerrieri, diplomatici e proprietari di navi, e di cui Ingo era il patriarca, nel decennio dal 1154 al 1164 estese la sua rete commerciale in tutto il Mediterraneo, tenendo testa con i suoi alleati a quanti ne insidiavano il potere.
Ingo della Volta divenne console nel 1158 e nel 1162, in anni che vedevano contrapposti i comuni italiani e l'imperatore Federico Barbarossa, con i genovesi che sostenevano il loro diritto a non versare alcun tributo al sovrano. Già dopo il 1154, dopo che il futuro arcivescovo Ugo della Volta (fratello di Ingo) e il Caffaro in rappresentanza di Genova avevano partecipato alla prima dieta di Roncaglia, i genovesi, che avevano ben compreso le mire espansionistiche dell'imperatore, in previsione di un possibile assedio da parte delle truppe del Barbarossa decisero l'ampliamento e il rafforzamento della cinta muraria. Le rispettive posizioni, che nel 1158 apparivano ancora inconciliabili, si avvicinarono quando lo stesso Ingo con alcuni legati genovesi il 9 giugno 1162 sottoscrisse a Pavia un accordo con l'imperatore il quale riconosceva la piena autonomia politica ed economica del comune, concedendogli il dominio sull'intero territorio ligure compreso tra Monaco e Lerici
Nel 1164 in città le lotte tra fazioni si inasprirono con frequenti scontri armati in cui persero la vita diversi giovani patrizi. A dare inizio alle lotte fu uno scontro tra i sostenitori di Fulcone di Castello, genero di Ingo, e quelli di Rolando Avvocato, in cui perse la vita il figlio di quest'ultimo, Sardo Avvocato. Nel settembre dello stesso anno Marchione dalla Volta, console in carica e figlio di Ingo, fu assassinato nella sua villa di campagna in val Polcevera da un gruppo di popolani, sicari o seguaci di una fazione avversa ai Dalla Volta. Ingo fu probabilmente ispiratore di azioni di rappresaglia nei confronti dei presunti responsabili, che inasprirono ulteriormente gli animi. Altre famiglie entrarono nel conflitto parteggiando per una o l'altra delle due fazioni e gli scontri dilagarono in tutta la città e nel contado, coinvolgendo nobili e popolani, senza che le autorità potessero porvi un freno. Nel tentativo di arginare vendette e tumulti nel 1165 Ingo venne anche arrestato e in questo periodo il genero Fulcone prese temporaneamente il suo posto come capofazione. Nel 1168 un altro figlio di Ingo, Jacopo, venne ucciso nel corso di una battaglia in città.
Nel 1169 i consoli, dopo aver nuovamente tentato di riportare la concordia tra le fazioni chiesero l'intervento dell'arcivescovo che con un lungo discorso pubblico convinse i due principali contendenti a rappacificarsi. A testimonianza del prestigio e dell'autorità di Ingo, è significativo il fatto che Fulcone di Castello abbia accettato la richiesta venuta dai consoli e dall'arcivescovo solo dopo aver ottenuto l'assenso dello stesso Ingo, riconoscendogli quindi il suo ruolo di guida politica. Furono ancora necessari ancora alcuni mesi di trattative per appianare le controversie, ma finalmente nel 1170 ebbe inizio un periodo di relativa tranquillità destinato a durare nove anni.
Non sono note la data e il luogo della sua morte. Gli ultimi documenti a lui riferiti con certezza sono datati al 1174. Il nome di Ingo della Volta ricorre ancora in documenti notarili di compravendita di immobili nel 1191 ma è probabile che sia riferito a un suo figlio omonimo.
Per alcuni risalirebbe a lui il cambio del cognome della famiglia Della Volta in Cattaneo, legata al fatto che contestualmente ai suoi accordi con il Barbarossa del 1162 avrebbe ottenuto il titolo di "cattaneo" (dal tardo latino "capitaneus", cioè capitano) della corte imperiale. In realtà il cambio del cognome è documentato solo a partire dal 1308, con la costituzione dell'albergo Cattaneo.